# Argocoffeopsis subcordata
Argocoffeopsis subcordata là một loài thực vật có hoa trong họ Thiến thảo. Loài này được (Hiern) Lebrun mô tả khoa học đầu tiên năm 1941.